# Deutsche Zentralverwaltung der Justiz
Die Deutsche Zentralverwaltung der Justiz (auch: Deutsche Justizverwaltung, Abk. „DJV“) war die von 1945 bis 1949 in der Sowjetischen Besatzungszone Deutschlands bestehende Vorläuferorganisation des Justizministeriums der Deutschen Demokratischen Republik. Sie sollte nach dem Zweiten Weltkrieg eine Neuordnung der Justiz einleiten, dafür sorgen, dass keine Funktionsträger des Nationalsozialismus Anwälte und Richter wurden, und ein Gerichtswesen mit sozialistischen Zügen nach Vorbild der Justiz der Sowjetunion anstreben.

## Geschichte und Aufgaben

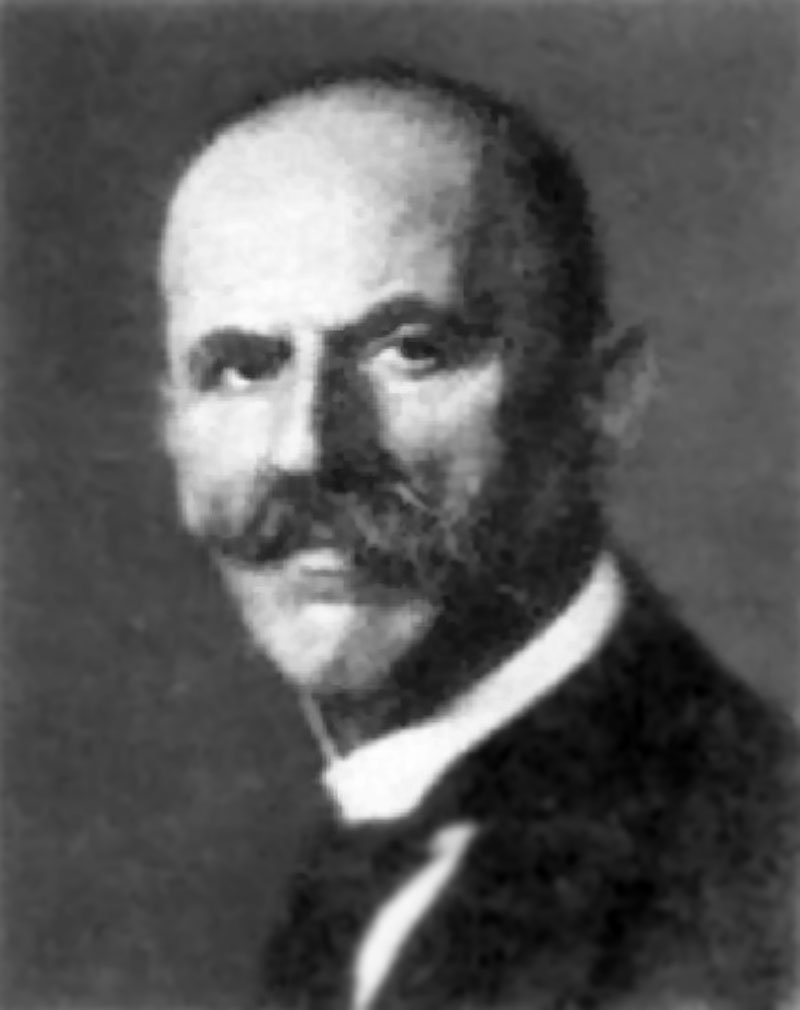
Eugen Schiffer, erster Präsident der DJV

Auslöser für die Gründung der DJV war der Befehl Nr. 17 der Sowjetischen Militäradministration SMAD vom 27. Juli 1945. Im November 1945 war der Aufbau der Zentralverwaltung – bestehend aus dem Zentralbüro und acht Abteilungen – bereits abgeschlossen. Die SMAD drängte unter anderem deswegen auf einen schnellen Aufbau der DJV, weil sie praktisch bei allen ihren Befehlen und Anordnungen wie beispielsweise der Aufhebung von NS-Unrechtsurteilen auf rechtskundige deutsche Beratung angewiesen war und eine zuverlässige Anlaufstelle dafür benötigte. Zum ersten Präsidenten der DJV berief die SMAD den damals 85-jährigen Eugen Schiffer, der bereits in der Weimarer Republik Justizminister gewesen war.
Der Aufbau der Gerichte oblag im Wesentlichen den Ländern, sodass der Einfluss der DJV als zentrale Institution schwach war. Zwar erarbeitete Schiffer bereits Ende 1945 für den internen Gebrauch ein Statut, das die Verteilung der Kompetenzen zwischen der Zentralverwaltung und den Gerichten der Länder – etwa die Leitung und Kontrolle von Staatsanwaltschaften und Notariaten – regeln sollte; jedoch blieb die Rechtsverbindlichkeit des Statuts fraglich. Mit nur etwa 100 Mitarbeitern war der Personalbestand der DJV kleiner als der der meisten anderen Zentralverwaltungen. Die Abteilung Gesetzgebung erarbeitete zahlreiche Mustergesetze und bewies damit Kompetenz auf dem Gebiet des Staatsrechts, die später im Justizministerium der DDR wichtig wurde. Maßgebliche Staatsrechtler der jungen DDR, wie Benjamin und Melsheimer, arbeiteten vorher in der DJV. Als Verbindungsglied zwischen den ausführenden Justizbehörden der Länder und der Zentralverwaltung fungierten mehrmals pro Jahr stattfindende Landesjustizkonferenzen, auf denen Vertreter von SMAD, DJV und die Justizminister der Länder, ab 1947 auch die von den Landtagen gewählten Oberlandesgerichtspräsidenten und Generalstaatsanwälte diskutierten. Seit 1947 gab die DJV monatlich die Zeitschrift Neue Justiz heraus, in der diese Aktivitäten weiter analysiert und kommuniziert wurden.
Wegen des Juristenmangels nach dem Krieg war man auf Fachleute aus allen in der SBZ zugelassenen Parteien angewiesen. Deshalb war noch im Dezember 1947 der Einfluss der zukünftigen DDR-Staatspartei SED gering: Nur zwölf von 105 Mitarbeitern in der DJV waren SED-Mitglieder. Zunehmender Druck auf die Zentralverwaltung Justiz, sich stärker dem Kurs der SED anzugleichen, führten im August 1948 zum Rücktritt Schiffers, der der Liberal-Demokratischen Partei Deutschlands angehörte. Die Landeskonferenzen von Rechtsexperten waren sein Werk gewesen; die SED organisierte am 1. und 2. März 1947 die „1. Juristenkonferenz“ – eine von mehreren Gegenveranstaltungen zu den Landeskonferenzen. Schiffer versuchte im Mai 1948, auf einer elften Landesjustizkonferenz den von ihm erarbeiteten Entwurf eines neuen Gerichtsverfassungsgesetzes zu diskutieren. Dazu kam es nicht, denn die SED lehnte, unterstützt von der SMAD, mehrere von Schiffer präsentierte Vorstellungen zur Professionalisierung der Staatsanwaltschaft und damit die von der DJV geplanten Konferenz ab. Auf diesen Eklat hin reichte Eugen Schiffer seinen Rücktritt ein. Ein halbes Jahr später zeigte sich das Präsidium der DJV in einer weiteren SED-Juristenkonferenz am 25. bis 26. November 1948 im neuen Gewand:
- Max Fechner (SED) war der neue Präsident und wurde ein Jahr später erster Justizminister der DDR.
- Vizepräsident war der spätere erste Generalstaatsanwalt der DDR Ernst Melsheimer (SED).
- Leiterin des Personalwesens war Hilde Benjamin (SED), eine Richterin, die wegen ihrer harten Urteile in den Waldheimer Schauprozessen 1950 von sich reden machte. Sie löste 1953 Fechner als Justizministerin der DDR ab.

Am 7. Oktober 1949 wurde die Deutsche Zentralverwaltung der Justiz aufgelöst und ging ins Justizministerium der DDR über.